# Krusty Gets Kancelled
"Krusty Gets Kancelled" är avsnitt 22 och det sista från säsong fyra av Simpsons och sändes på Fox i USA den 13 maj 1993. I avsnittet får Krusty sluta med sin show efter att Gabbo tagit över tittarsiffrorna. Bart och Lisa bestämmer sig för att få Krusty tillbaka till TV-rutan och hjälper honom göra en comeback-show med hjälp av kändisar. John Swartzwelder skrev avsnittet och regisserades av David Silverman. Efter avsnittet "Homer at the Bat" ville författarna ha ett avsnitt med många gästskådespelare och Barry White, Bette Midler, Elizabeth Taylor, Hugh Hefner, Johnny Carson, Luke Perry, Marcia Wallace och Red Hot Chili Peppers gästskådespelar.

## Handling
En eftermiddag då familjen Simpson tittar på TV ser Homer och Bart reklam för något som heter "Gabbo". Annonsen börjar göra invånarna i Springfield förbryllande över vad Gabbo är. Det visar sig sedan vara en buktalardocka som kommer att ha en TV-show samma tid som Krusty the Clown, klockan 16.00. Bart blir orolig över hur tittarna kommer reagera över den nya konkurrenten men Krusty tar det hela med ro då han klarat alla konkurrenter tidigare. Gabbo lockar fler tittare för varje program och tittarna försvinner från Krustys show. Krusty tar då med en buktalardocka i sin show också men råkar ta sönder den, vilket gör att ännu fler tittare flyr från serien. Itchy & Scratchy flyttar in till Gabbo och Krusty får ta in en östeuropeisk version av serien innan de lägger ner Krustys show. Bart och Lisa gillar inte Gabbo och försöker få Gabbo att läggas ner men misslyckas. Bart och Lisa besöker Krusty och han visar bilder på kändisar han träffat. De får en idé att han ska göra en comebackshow med kändisar och Krusty tycker det är en bra idé och kändisar som Bette Midler, Johnny Carson, Red Hot Chili Peppers , Hugh Hefner och Luke Perry tackar ja till showen. Elizabeth Taylor var den enda av de tillfrågade som tackade nej genom sin agent. Krustys comebackshow med Sideshow Mel innehåller Luke Perry, som blir skjuten ur en kanon, Red Hot Chili Peppers sjunger "Give It Away" i sina underkläder, Johnny Carson lyfter en 1987 Buick Skylark över sitt huvud samt Krusty och Bette Midler sjunger "Wind Beneath My Wings". Comebackshowen blir en succé och Krusty får tillbaka sin show och Gabbo läggs ner. Under comebackshowen ser Taylor showen och är arg på sin agent. Efteråt har de en efterfest på Moe's Tavern där Krusty hyllas av kändisarna och tittarna.

## Produktion
Idén att The Krusty the Clown Show skulle läggas ner kom från John Swartzwelder som fick skriva manuset. Författarna bestämde att avsnittet skulle vara en bra plats med många gästskådespelare. De ville göra ett nytt avsnitt med många gästskådespelare som det i "Homer at the Bat". Författarna hade en lista över kändisar de ville ha med och gick igenom den och letade efter lämpliga personer att tillfråga. Enligt Mike Reiss var det som en mardröm att välja bland kändisarna och manuset fick ändras flera gånger i sista minuten. De försökte få med en före detta USA:s president, de skrev repliker för Nixon, Ford, Carter och Reagan men ingen av dem ville vara med. Ronald Reagan var den enda av dem som sände ett svar tillbaka.
Alla gästskådespelare spelade in sina medverkande under en period på flera månader. Författarna försökte få en musikgäst att medverka som The Rolling Stones och Wynonna Judd men de ville inte medverka. Stones medverkade senare i "How I Spent My Strummer Vacation". Red Hot Chili Peppers var en av de musikgäster som kontaktades och  ville medverka. De regisserades av George Meyer och flera av deras repliker improviserades. Johnny Carson medverkar som sig själv och detta var ett av få TV-framträdande efter att han slutat på The Tonight Show Starring Johnny Carson. Han spelade in sina repliker dagen efter 44th Primetime Emmy Awards. Carson gillade inte den ursprungliga idén om att han skulle besöka familjen Simpson, så de skrev in honom i Krustys show som en talang. Bette Midler medverkade eftersom den handlade om att hon hatar folk som skräpar ner. Elizabeth Taylor spelade in sina repliker samma dag som hon gjorde Maggie Simpson i  "Lisa's First Word". Luke Perry var en av de första gästskådespelarna som tackade ja till vara med i serien. Old Jewish Man medverkar för första gången i avsnittet. Serien "Worker and Parasite" är en referens till östeuropeiska tecknade serier. De lät avsnittets regissör David Silverman göra teckningarna och han gjorde dem ganska usla. Scenen då Krusty sjunger "Send in the Clowns" var  svår att göra för animatörerna eftersom den visar två vinklar av samma scen. Delar av sången fick animeras av Brad Bird.

## Kulturella referenser
Krusty sjunger i avsnittet "Send in the Clowns" med en alternativ text. Gabbos namn kommer från The Great Gabbo. Gabbo var mer fyrkantig från början men gjordes senare om så han blev en parodi på "Howdy Doody" istället. Hans röst är baserad på Jerry Lewis. Delen med Gabbos sång är en referens till Pinocchio. Krusty nämner att han slog Joey Bishops tittarsiffror en gång. Bette Midler sjunger till Krusty på samma sätt som hon sjöng till Johnny Carson i The Tonight Show. Krusty försöker få Red Hot Chili Peppers att ändra texten till  "Give It Away" som en referens till Ed Sullivan försök att få The Doors att ändra texten till "Light My Fire". Red Hot Chili Peppers utseende då de sjunger är en referens till The Doors. Flea, som är basist spelar i avsnittet en elektrisk gitarr. Krustys show är en parodi på  Elvis Presleys '68 Comeback Special. Hugh Hefner spelar på vinglas som en referens till Peter and the Wolf.

## Mottagande
Avsnittet hamnade på plats 24 av de  mest sedda program under veckan med en Nielsen ratings på 12,3, vilket gav 11,5 miljoner hushåll och det mest sedda på Fox under veckan. År 2006  placerades Bette Midler, Hugh Hefner, Johnny Carson, Luke Perry och Red Hot Chili Peppers på plats fyra över de bästa gästskådespelarna i seriens historia i en lista av IGN. De finns också med i AOLs lista över de 25 bästa gästskådespelarna. År 2007 placerade Vanity Fair avsnittet på plats nio över de bästa Simpsons-avsnitten. John Orvet har sagt att avsnittet är Krustys bästa avsnitt och bättre än återföreningen med hans far, eller Bar Mitzvah-avsnittet som vann en Emmy. Brien Murphy på Abilene Reporter-News har kallat avsnittet för en av hans tre favoriter. Jim Schembri på The Age har placerat avsnittet på sin tio i topp-lista över bästa avsnitt och han lade märke till, efter avsnittet, seriens begäran om att ha kändisar med i serien. I en artikel av Herald Sun placerades avsnittet på deras 20 i topp-lista och skrev att scenen med Krustys försök att komma tillbaka med sin egen buktalardocka, som faller sönder i knät, är det bästa i avsnittet. År 1997 kallade TV Guide avsnittet för det näst bästa i seriens historia. År  2009 placerades avsnittet på plats 24 i deras lista över bästa TV-avsnitt i TV:ns historia.
I en artikel år 2003 skrev The Independent att avsnittet är ett  av de bästa i seriens historia. År 2004 hyllade Andrew Pulver från The Guardian avsnittet tillsammans med "Kamp Krusty" eftersom de handlar om TV-branschen. Mike Clark på USA Today hyllade avsnittet med "Kamp Krusty" och ansåg det vara det  bästa från säsongen med "A Streetcar Named Marge" och "Lisa the Beauty Queen". Jen Chaney på The Washington Post har sagt att "A Streetcar Named Marge," "Mr. Plow," "Marge vs. the Monorail" och "Krusty Gets Kancelled" är det bästa från säsongen. Spence Kettlewell på The Toronto Star har nämnt att avsnitten "Krusty Gets Kancelled", "Kamp Krusty," "Mr. Plow," och "I Love Lisa" är några av seriens bästa avsnitt och alla är från säsongen. Forrest Hartman på Reno Gazette-Journal har sagt att alla kändisar gjorde att avsnittet blev tråkigt och de bara togs med för att höja tittarsiffrorna. Avsnittet är en av Tim Longs favoriter. År 2000 kom avsnittet med i videoutgåvan The Simpsons Go Hollywood och år 2003 på DVD.